# Woog (Lauchert)
Die Woog ist ein etwa 6 km langer, westlicher und rechter Zufluss der obersten Lauchert im baden-württembergischen Zollernalbkreis.

## Geographie

### Verlauf
Die Woog bildet sich unterhalb des Kornbühls auf der Gemarkung Salmendingen auf einer Höhe von 766 m ü. NHN. Sie hat keine ständig wasserführende Quelle und der Oberlauf des Baches, der auf der verkarsteten Albhochfläche in der Formation der wohlgeschichteten Kalke fließt, führt nur periodisch Wasser. Bei starker Schneeschmelze entsteht dort in einer weiten Geländemulde zwischen dem Kornbühl im Nordwesten, den Bühlbergen im Südwesten und dem Ghaiberg im Nordosten in unregelmäßigen Abständen der temporäre See Märzenbronnen. Die Woog fließt von diesem aus zunächst südwestwärts und dann in einer weiten südlichen Schleife um den Aufberg, in deren zweiter Hälfte sie nordwärts in Richtung Melchingen zieht. Sie mündet südlich von Melchingen im Gewann Lachen auf 714,1 m ü. NHN in die junge Lauchert.
Der 6,2 km lange Lauf der Woog endet ungefähr 52 Höhenmeter unterhalb ihres Ursprungs am Märzenbronnen, sie hat somit ein mittleres Sohlgefälle von etwa 8,3 ‰.

### Einzugsgebiet
Das Einzugsgebiet ist rund 21,8 km² groß und gehört naturräumlich gesehen zur Hohen Schwabenalb. Sein höchster Punkt liegt im Nordosten auf dem Köbele auf 900 m ü. NHN.
Es grenzt im Westen und Norden an die Einzugsgebiete der Neckarzuflüsse Starzel und Steinlach; dieser Abschnitt der Gesamtwasserscheide ist also Teil der Europäischen Hauptwasserscheide zwischen Donau und Schwarzem Meer diesseits und Rhein und Nordsee jenseits. Im Osten und Süden grenzen die Einzugsgebiete von Lauchert und deren Zufluss Fehla an, die zur fernen Donau entwässern.
Es stehen stark verkarstete Formationen des Mittleren Oberjura und der Oxfordschichten des Oberjuras an, deshalb fällt der Bach trotz seines großen Einzugsgebiets häufig trocken.

### Zuflüsse
Im Gewann Talwiesen mündet auf etwa 737 m ü. NHN der etwa 1,8 km lange Ringinger Bach von rechts und Westen, der nordöstlich von Ringingen auf etwa 772 m ü. NHN im Gewann Brühl entsteht und ein etwa 4,6 km² großes Teileinzugsgebiet beiträgt.

## Naturschutz und Schutzgebiete
Die Woog fließt auf dem Großteil ihres Verlaufs durch das Naturschutzgebiet Kornbühl, Bühlberge und Woogtal und das FFH-Gebiet Salmendingen/Sonnenbühl und mündet im Landschaftsschutzgebiet Laucherttal mit Nebentälern.

### LUBW
Amtliche Online-Gewässerkarte mit passendem Ausschnitt und den hier benutzten Layern: Lauf und Einzugsgebiet der Woog

Allgemeiner Einstieg ohne Voreinstellungen und Layer: Daten- und Kartendienst der Landesanstalt für Umwelt Baden-Württemberg (LUBW) (Hinweise)
1. 1 2 3  Höhe nach dem Höhenlinienbild auf dem Hintergrundlayer Topographische Karte.
2. ↑  Höhe nach grauer Beschriftung auf dem Hintergrundlayer Topographische Karte.
3. 1 2  Länge nach dem Layer Gewässernetz (AWGN).
4. ↑  Einzugsgebiet nach dem Layer Basiseinzugsgebiet (AWGN).
5. ↑  Höhe nach schwarzer Beschriftung auf dem Hintergrundlayer Topographische Karte.
6. ↑  Einzugsgebiet abgemessen auf dem Hintergrundlayer Topographische Karte.
7. ↑  Schutzgebiete nach den einschlägigen Layern, Natur teilweise nach dem Layer Biotop.

### Andere Belege
1. ↑  Friedrich Huttenlocher: Geographische Landesaufnahme: Die naturräumlichen Einheiten auf Blatt 178 Sigmaringen. Bundesanstalt für Landeskunde, Bad Godesberg 1959. → Online-Karte (PDF; 4,3 MB)
2. ↑  Geologie nach den Layern zu Geologische Karte 1:50.000 auf: Mapserver des Landesamtes für Geologie, Rohstoffe und Bergbau (LGRB) (Hinweise)